# Joseph H. Anderson
Joseph Halstead Anderson (* 25. August 1800 in Harrison, New York; † 23. Juni 1870 in White Plains, New York) war ein US-amerikanischer Politiker. Zwischen 1843 und 1847 vertrat er den Bundesstaat New York im US-Repräsentantenhaus.

## Werdegang
Joseph Halstead Anderson wurde Anfang des 19. Jahrhunderts in der Town von Harrison bei White Plains geboren und wuchs dort auf. In dieser Zeit besuchte er Gemeinschaftsschulen. Danach war er in der Landwirtschaft tätig. Er saß in den Jahren 1833 und 1834 in der New York State Assembly. Zwischen 1835 und 1838 war er Sheriff in Westchester County. Politisch gehörte er der Demokratischen Partei an.
Bei den Kongresswahlen des Jahres 1842 für den 28. Kongress wurde Anderson im siebten Wahlbezirk von New York in das US-Repräsentantenhaus in Washington, D.C. gewählt, wo er am 4. März 1843 die Nachfolge von John Van Buren antrat. Er wurde einmal wiedergewählt. Da er auf eine erneute Kandidatur im Jahr 1846 verzichtete, schied er nach dem 3. März 1847 aus dem Kongress aus. Als Kongressabgeordneter hatte er den Vorsitz über das Committee on Agriculture (29. Kongress).
Nach seiner Kongresszeit war er wieder in der Landwirtschaft tätig. Er starb am 23. Juni 1870 in White Plains und wurde auf einem Privatfriedhof in „Anderson Hill“ bei White Plains beigesetzt.